# Eric Carle
Eric Carle (Syracuse, 25 giugno 1929 – Northampton, 23 maggio 2021) è stato uno scrittore e illustratore statunitense di libri per bambini.

## Biografia
Carle divenne noto principalmente per il suo libro Il piccolo Bruco Maisazio (titolo originale The Very Hungry Caterpillar) che tradotto in 62 lingue (in italiano da Glauco Arneri) ha venduto ben 46 milioni di copie. A partire dalla sua prima pubblicazione nel 1969, Eric Carle illustrò oltre 70 libri divenuti bestseller, molti dei quali scritti da lui stesso, per un totale di circa 145 milioni di copie vendute in tutto il mondo.
Fu il fondatore, insieme alla moglie, del The Eric Carle Museum of Picture Book Art.
Titolare di un blog su internet per anni, morì nel maggio del 2021, ultranovantenne. 

## Vita privata
Ebbe due figli: un maschio e una femmina.

## Onorificenze
- Bologna Ragazzi Award 1986